# Whitwell-on-the-Hill
Whitwell-on-the-Hill är en civil parish i Storbritannien. Den ligger i grevskapet North Yorkshire och riksdelen England, i den centrala delen av landet, 290 km norr om huvudstaden London. Antalet invånare är 311.